# Katarzyna Duda (kulturoznawca)
Katarzyna Duda – polski kulturoznawca i nauczyciel akademicki.

## Życiorys
W 1990 roku ukończyła studia na Wydziale Filologicznym Uniwersytetu Jagiellońskiego. Swoją rozprawę habilitacyjną obroniła 2001 roku w Instytucie Rosji i Europy Wschodniej. Tytuł profesora uzyskała w grudniu 2011 roku. Zajmuje się przeważnie kulturą rosyjską XX i XXI wieku.

## Publikacje
- Andriej Amalrik - rosyjski dysydent. recenzent Prof. dr hab. Lucjan Suchanek. Kraków: Wydawnictwo Uniwersytetu Jagiellońskiego, 2015. ISBN 978-83-233-2961-9. [dostęp 2021-06-05]. Brak numerów stron w książce